# Frente de Acción Provinciana
El Frente de Acción Provinciana fue un partido político argentino de ámbito provincial, funcional solo en la provincia de Tucumán entre 1987 y 1989 como una escisión del Partido Justicialista (PJ) liderada por Osvaldo "Renzo" Cirnigliaro en contraposición a la candidatura a gobernador de José Domato en las elecciones provinciales de 1987. También presentó una lista para las elecciones de medio término para la Cámara de Diputados a nivel nacional.
Los comicios tuvieron lugar el 6 de septiembre de 1987, dando como resultado un Colegio Electoral no concluyente en el que la primera minoría correspondió a la Unión Cívica Radical (UCR), que llevaba como candidato a Rubén Chebaia. Las facciones peronistas de Domato y Cirnigliaro no lograron formar la mayoría requerida para formar gobierno. La candidatura del exgobernador de facto Antonio Domingo Bussi, del partido Defensa Provincial - Bandera Blanca (DP-BB) resultó un fuerte contrapeso. Finalmente Cirnigliaro negoció con Domato y, con algunos electores del naciente bussismo, este último resultó investido gobernador para el período 1987-1991. El Frente de Acción Provinciana obtuvo también una banca en la Cámara de Diputados de la Nación Argentina, correspondiente a Miguel Camel Nacul.
En las elecciones legislativas buscó obtener más bancas, con un pobre desempeño debido a que el voto útil antibussista fue a parar al Partido Justicialista. Tras esto no presentó candidaturas en las elecciones de convencionales constituyentes y se disolvió.